# 19. srbska brigada (NOVJ)
Za druge 19. brigade glejte 19. brigada.
19. srbska brigada (srbohrvaško: 19. srpska brigada) je bila brigada v sestavi Narodnoosvobodilne vojske in partizanskih odredov Jugoslavije in ki je delovala med drugo svetovno vojno na področju Kraljevine Jugoslavije.

## Organizacija
- štab
- 4x bataljon